# Day into Night
Day into Night — второй студийный альбом канадской мелодик-дэт-метал-группы Quo Vadis, выпущенный в Канаде 30 марта 2000 года на лейбле Hypnotic Records. В Европе альбом был выпущен только в декабре того же года из-за возникших проблем с логистикой. Большая часть альбома была написана гитаристом и вокалистом Арье Итманом. На песню «Dysgenics» было снято музыкальное видео.
По сравнению с дебютной пластинкой, Forever…, группа смогла позволить намного больший бюджет и потратила три месяца на студийную работу, что сказалось на заметном улучшении качества записи. Также звучание группы сместилось от мелодичности к большей техничности и прогрессивности, с более сложными структурами песен и изменениями тактового размера. Другим отличием от дебюта является отказ от использования женского вокала и скрипки, так как музыканты хотели «получить хороший тяжелый альбом, без особых излишеств». Day into Night был положительно встречен музыкальными критиками, которые отмечали техническое исполнение музыкантов и прогрессивное звучание альбома.

## Отзывы критиков
| Оценки критиков     | Оценки критиков |
| Источник            | Оценка          |
| ------------------- | --------------- |
| BW&BK               | 8/10            |
| Chronicles of Chaos | 8/10            |
| Metal Storm         | 9/10            |
| Metal.de            | 8/10            |
| Rock Hard           | 9/10            |
| Ultimate Guitar     | 9.4/10          |

Грег Пратт из Brave Words & Bloody Knuckles высоко оценил альбом, сравнив его звучание с группами Kataklysm и Carcass. Он также похвалил звук на альбоме: «Бас-бочка звучит тяжело и гордо, а вокалист Яник отлично рычит, шепчет, говорит и кричит на всём протяжении пластинки». Metal Storm также высоко оценили альбом и назвал Quo Vadis «одной из лучших групп из Северной Америки за последние годы, и в то же время одной из недооцененных». Немецкий сайт Metal.de назвал альбом «исполненным на высоком техническом уровне и выполненным с безупречным продакшеном», но раскритиковал вокал, заявив, что он «отстает от остальных инструментов с точки зрения качества».

## Список композиций
| №                   | Название                                    | Текст песни         | Музыка              | Длительность |
| ------------------- | ------------------------------------------- | ------------------- | ------------------- | ------------ |
| 1.                  | «Absolution (Element of the Ensemble III)»  | Яник Берсье         | Арье Итман, Берсье  | 5:43         |
| 2.                  | «Dysgenics»                                 | Итман               | Итман               | 5:55         |
| 3.                  | «Hunter/Killer»                             | Итман               | Итман               | 5:18         |
| 4.                  | «Hunter/Killer: Endgame» (инструментальная) |                     | Итман               | 2:02         |
| 5.                  | «Let it Burn»                               | Итман               | Итман               | 6:21         |
| 6.                  | «Dream» (инструментальная)                  |                     | Итман               | 5:11         |
| 7.                  | «On the Shores of Ithaka»                   | Барт Фридрихович    | Фридрихович         | 6:51         |
| 8.                  | «Night of the Roses» (инструментальная)     |                     | Итман               | 0:37         |
| 9.                  | «I Believe»                                 | Итман               | Итман               | 5:08         |
| 10.                 | «Point of No Return: Mute Requiem»          | Фридрихович         | Фридрихович         | 4:03         |
| 11.                 | «Point of No Return: Cadences of Absonance» | Фридрихович         | Фридрихович         | 5:12         |
| Общая длительность: | Общая длительность:                         | Общая длительность: | Общая длительность: | 52:21        |

## Участники записи
- Арье Итман — вокал, гитара, гитарные соло на треках 2, 3, 4, 5, 6 и 9, скрипка
- Барт Фридрихович — гитара, гитарные соло на треках 7 и 10
- Реми Бошан — бас-гитара
- Яник Берсье — ударные, бэк-вокал